# Mordellinae

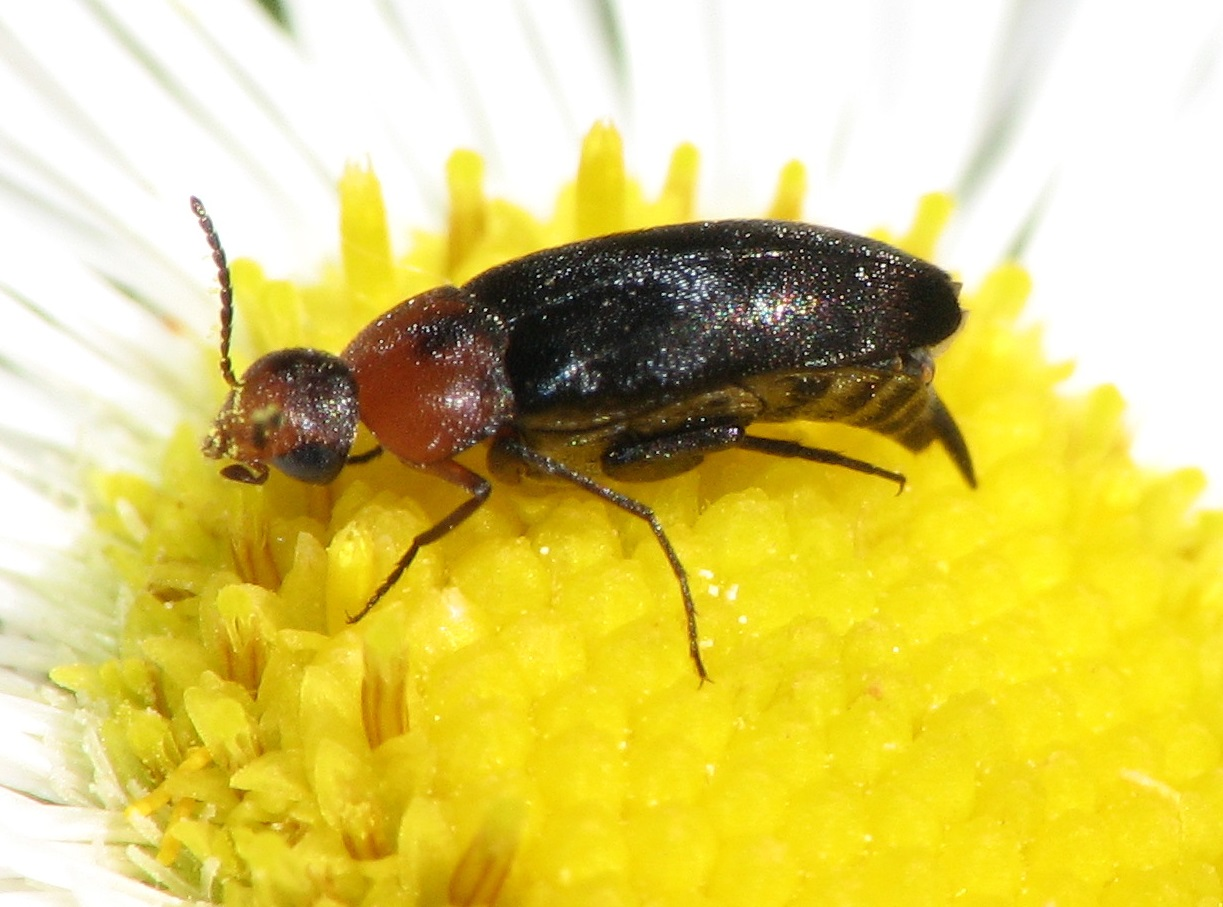
Mordellistena cervicalis.

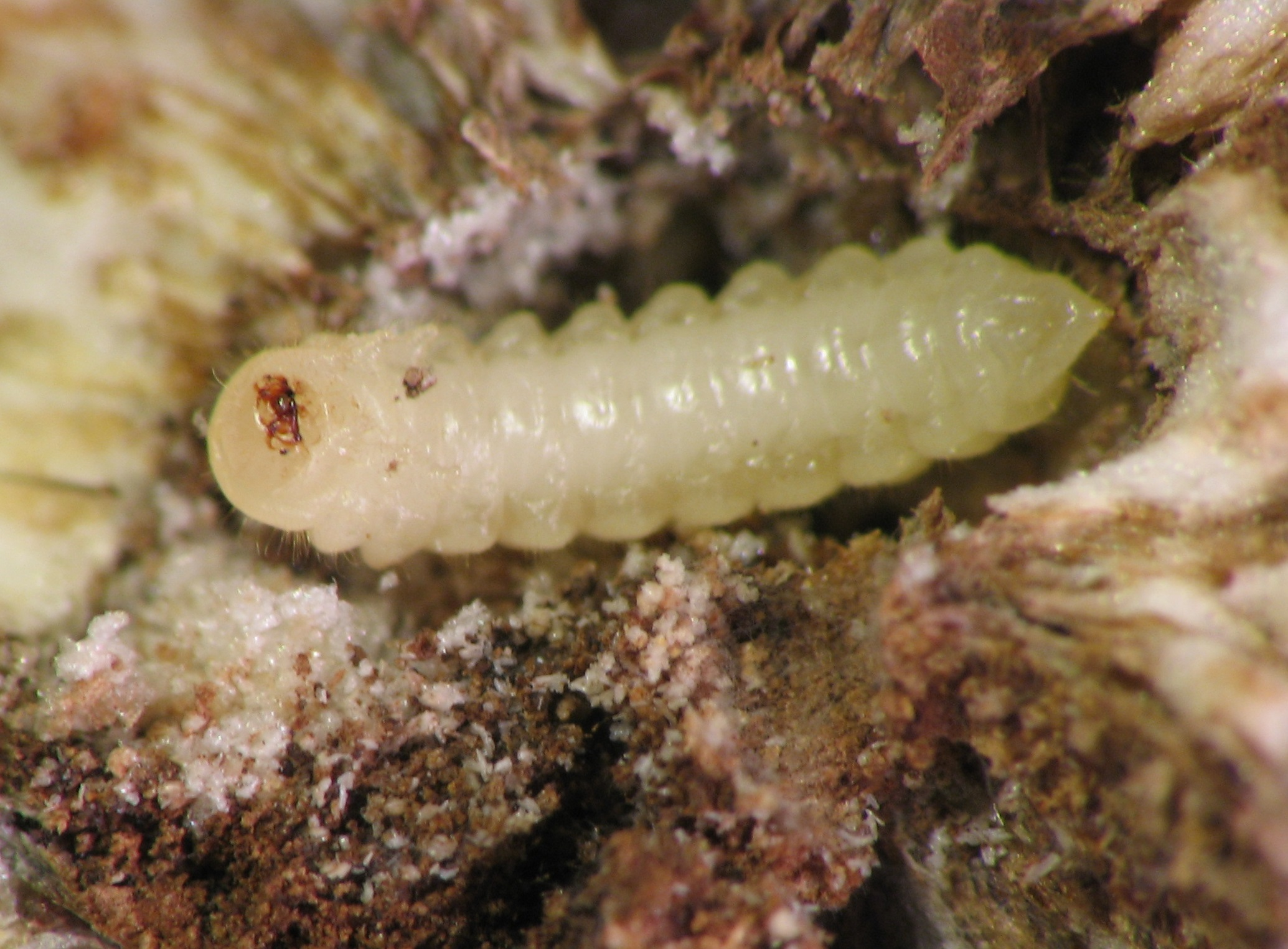
Mordellistena larva

Mordellinae es una subfamilia de escarabajos de la familia Mordellidae. Se los encuentra con frecuencia en las flores. El extremo posterior del abdomen es más estrecho lo que les da su forma característica.

## Tribus y  géneros
- Tribu Conaliini Ermisch, 1956
  - Conalia Mulsant & Rey, 1858
  - Conaliamorpha Ermisch, 1968
  - Glipodes LeConte, 1862
  - Isotrilophus Liljeblad, 1945
  - Ophthalmoconalia Ermisch, 1968
  - Paraconalia Ermisch, 1968
  - Pseudoconalia Ermisch, 1950
  - Stenoconalia Ermisch, 1967
  - Xanthoconalia Franciscolo, 1942
- Tribu Mordellini Siedlitz, 1875
  - Adelptes Franciscolo, 1965
  - Asiamordella Hong, 2002
  - Austromordella Ermisch, 1950
  - Binaghia Franciscolo, 1943
  - Boatia Franciscolo, 1985
  - Caffromorda Franciscolo, 1952
  - Calycina Blair, 1922
  - Cephaloglipa Franciscolo, 1952
  - Congomorda Ermisch, 1955
  - Cothurus Champion, 1891
  - Cretanaspis Huang & Yang, 1999
  - Curtimorda Méquignon, 1946
  - Glipa LeConte, 1859
  - Glipidiomorpha Franciscolo, 1952
  - Hoshihananomia Kônô, 1935
  - Iberomorda Méquignon, 1946
  - Ideorhipistena Franciscolo, 2000
  - Klapperichimorda Ermisch, 1968
  - Larinomorda Ermisch, 1968
  - Liaoximordella Wang, 1993
  - Machairophora Franciscolo, 1943
  - Macrotomoxia Píc, 1922
  - Mirimordella Liu, Lu & Ren, 2007
  - Mordella Linnaeus, 1758
  - Mordellina Schilsky, 1908[2]
  - Mordellapygium Ray, 1930
  - Mordellaria Ermisch, 1950
  - Mordelloides Ray, 1939
  - Mordellopalpus Franciscolo, 1955
  - Neocurtimorda Franciscolo, 1950
  - Neotomoxia Ermisch, 1950
  - Ophthalmoglipa Franciscolo, 1952
  - Paramordella Píc, 1936
  - Paramordellana Ermisch, 1968
  - Paramordellaria Ermisch, 1968
  - Paraphungia Ermisch, 1969
  - Parastenomordella Ermisch, 1950
  - Paratomoxia Ermisch, 1950
  - Paratomoxioda Ermisch, 1954
  - Phungia Píc, 1922
  - Plesitomoxia Ermisch, 1955
  - Praemordella Shchegoleva-Barovskaya, 1929
  - Pseudomordellaria Ermisch, 1950
  - Pseudotomoxia Ermisch, 1950
  - Sphaeromorda Franciscolo, 1950
  - Stenaliamorda Ermisch & Chûjô, 1968
  - Stenomorda Ermisch, 1950
  - Stenomordella Ermisch, 1941
  - Stenomordellaria Ermisch, 1950
  - Stenomordellariodes Ermisch, 1954
  - Succimorda Kubisz, 2001
  - Tolidomordella Ermisch, 1950
  - Tolidomoxia Ermisch, 1950
  - Tomoxia Costa, 1854
  - Tomoxioda Ermisch, 1950
  - Trichotomoxia Franciscolo, 1950
  - Variimorda Méquignon, 1946
  - Wittmerimorda Franciscolo, 1952
  - Yakuhananomia Kônô, 1935
  - Zeamordella Broun, 1886
- Tribu Mordellistenini Ermisch, 1941
  - Asiatolida Shiyake, 2000
  - Calyce Champion, 1891
  - Calycemorda Ermisch, 1969
  - Calyceoidea Ermisch, 1969
  - Dellamora Normand, 1916
  - Diversimorda Ermisch, 1969
  - Ermischiella Franciscolo, 1950
  - Fahraeusiella Ermisch, 1953
  - Falsomordellina Nomura, 1966
  - Falsomordellistena Ermisch, 1941
  - Falsopseudomoxia Franciscolo, 1965
  - Glipostena Ermisch, 1941
  - Glipostenoda Ermisch, 1950
  - Gymnostena Franciscolo, 1950
  - Mordellina Schilsky, 1908
  - Mordellistena Costa, 1854
  - Mordellistenalia Ermisch, 1958
  - Mordellistenochroa Horák, 1982
  - Mordellistenoda Ermisch, 1941
  - Mordellistenula Stchegoleva-Barowskaja, 1930
  - Mordellochroa Emery, 1876
  - Mordellochroidea Ermisch, 1969
  - Mordelloxena Franciscolo, 1950
  - Morphomordellochroa Ermisch, 1969
  - Neomordellistena Ermisch, 1950
  - Palmorda Ermisch, 1969
  - Paramordellistena Ermisch, 1950
  - Phunginus Píc, 1922
  - Pselaphokentron Franciscolo, 1955
  - Pseudodellamora Ermisch, 1942
  - Pseudotolida Ermisch, 1950
  - Raymordella Franciscolo, 1956
  - Tolida Mulsant, 1856
  - Tolidopalpus Ermisch, 1951
  - Tolidostena Ermisch, 1942
  - Uhligia Horák, 1990
  - Xanthomorda Ermisch, 1968
- Tribu Reynoldsiellini Franciscolo, 1957
  - Reynoldsiella Ray, 1930
- Tribu Stenaliini Franciscolo, 1956
  - Brodskyella Horák, 1989
  - Pselaphostena Franciscolo, 1950
  - Stenalia Mulsant, 1856
  - Stenaliodes Franciscolo, 1956